# Vatica maingayi
Vatica maingayi là một loài thực vật thuộc họ Dipterocarpaceae. Loài này có ở Indonesia, Malaysia, và Singapore.